# Carlos Layoy
Carlos Daniel Layoy (* 26. Februar 1991 in Paso de los Libres) ist ein argentinischer Leichtathlet, der sich auf den Hochsprung spezialisiert hat. In dieser Disziplin ist er aktuell Inhaber des Landesrekordes und wurde 2023 in São Paulo Südamerikameister.

## Sportliche Laufbahn
Erste internationale Erfahrungen sammelte Carlos Layoy im Jahr 2007, als er bei den Juniorensüdamerikameisterschaften in São Paulo mit übersprungenen 1,95 m den siebten Platz belegte und anschließend bei den Panamerikanischen Juniorenmeisterschaften ebendort keinen gültigen Versuch zustande brachte. Im Jahr darauf siegte er bei den Jugendsüdamerikameisterschaften in Lima mit einer Höhe von 2,08 m und 2009 siegte er bei den Juniorensüdamerikameisterschaften in São Paulo mit 2,14 m, ehe er bei den Panamerikanischen Juniorenmeisterschaften in Port of Spain mit 2,10 m auf den fünften Platz gelangte. 2010 erreichte er bei den U23-Südamerikameisterschaften, die im Zuge der Südamerikaspiele in Medellín ausgetragen wurden, mit 2,09 m Rang vier und gewann anschließend bei den Ibero-Amerikanischen Meisterschaften in San Fernando mit 2,18 m die Bronzemedaille hinter dem Spanier Javier Bermejo und Wanner Miller aus Kolumbien. Daraufhin erreichte er bei den Juniorenweltmeisterschaften in Moncton das Finale und klassierte sich dort mit 2,17 m auf dem siebten Rang. Im Jahr darauf gewann er bei den Südamerikameisterschaften in Buenos Aires mit 2,20 m die Bronzemedaille hinter dem Ecuadorianer Diego Ferrín und Guilherme Cobbo aus Brasilien. Damit qualifizierte er sich auch für die Panamerikanischen Spiele in Guadalajara, bei denen er mit 2,18 m Rang zehn erreichte.
2012 wurde er bei den Ibero-Amerikanischen Meisterschaften in Barquisimeto mit 2,19 m Sechster und gewann anschließend bei den U23-Südamerikameisterschaften in São Paulo mit 2,19 m die Silbermedaille hinter dem Brasilianer Talles Silva. Im Jahr darauf belegte er bei den Südamerikameisterschaften in Cartagena mit 2,19 m Rang fünf und 2014 gewann er bei den Südamerikaspielen in Santiago de Chile mit übersprungenen 2,18 m die Bronzemedaille hinter dem Venezolaner Eure Yáñez und Arturo Chávez aus Peru, ehe er bei den Ibero-Amerikanischen Meisterschaften in São Paulo mit 2,21 m Rang vier belegte. 2015 wurde er bei den Südamerikameisterschaften in Lima mit 2,05 m Sechster und 2016 erreichte er bei den Ibero-Amerikanischen Meisterschaften in Rio de Janeiro mit 2,15 m Rang acht.
2017 belegte er bei den Südamerikameisterschaften in Luque mit 2,16 m den vierten Platz und nahm anschließend an der Sommer-Universiade in Taipeh teil, bei der er mit 2,20 m auf dem neunten Platz landete. Im Jahr darauf gewann er bei den Südamerikaspielen in Cochabamba mit Landesrekord von 2,25 m die Silbermedaille hinter dem Venezolaner Yáñez und siegte anschließend bei den Ibero-Amerikanischen Meisterschaften in Trujillo mit einer Höhe von 2,21 m. 2019 wurde er bei den Südamerikameisterschaften in Lima mit 2,10 m Vierter und erreichte anschließend bei den Panamerikanischen Spielen ebendort mit 2,10 m Rang elf. Im Jahr darauf klassierte er sich dann bei den erstmals ausgetragenen Hallensüdamerikameisterschaften in Cochabamba mit neuem Hallenrekord von 2,16 m auf dem vierten Platz. 2021 gewann er bei den Südamerikameisterschaften in Guayaquil mit 2,17 m die Bronzemedaille hinter den Brasilianern Fernando Ferreira und Thiago Moura und im Jahr darauf sicherte er sich bei den Hallensüdamerikameisterschaften in Cochabamba mit 2,16 m die Silbermedaille hinter Thiago Moura. Im Mai belegte er bei den Ibero-Amerikanischen Meisterschaften in La Nucia mit 2,18 m den fünften Platz und verpasste anschließend bei den Weltmeisterschaften in Eugene mit 2,21 m den Finaleinzug. Im Oktober nahm er ein weiteres Mal an den Südamerikaspielen in Asunción teil, brachte dort aber keinen gültigen Versuch zustande.
2023 siegte er mit übersprungenen 2,23 m bei den Südamerikameisterschaften in São Paulo und schied anschließend bei den Weltmeisterschaften in Budapest ohne eine Höhe in der Qualifikationsrunde aus. Im November gelangte er bei den Panamerikanischen Spielen in Santiago de Chile mit 2,15 m auf Rang 13. Im Jahr darauf sicherte er sich bei den Hallensüdamerikameisterschaften in Cochabamba mit 2,15 m die Bronzemedaille hinter den Brasilianern Fernando Ferreira und Thiago Moura. Im Mai belegte er bei den Ibero-Amerikanischen Meisterschaften in Cuiabá mit 2,15 m den vierten Platz. 2025 gelangte er bei den Südamerikameisterschaften in Mar del Plata mit 2,00 m auf den siebten Platz. 
In den Jahren von 2011 bis 2014, 2016 und von 2018 bis 2024 wurde Layoy argentinischer Meister im Hochsprung.